# Melaleuca pritzelii
Melaleuca pritzelii là một loài thực vật có hoa trong Họ Đào kim nương. Loài này được (Domin) Barlow mô tả khoa học đầu tiên năm 1992.